# Петър Лигушев
Петър Котев Лигушев (Лигушов) или Лигуш е български революционер, деец на Вътрешната македоно-одринска революционна организация, станал по-късно ренегат.

## Биография
Петър Лигушев е син на битолски фурнаджия, но се издига до кмет на българската Ени махале в Битоля, църковен хорист и български учител в Битоля. Присъединява се към ВМОРО. Според Тома Кърчов още през пролетта на 1904 в битолския окръжен комитет влизат Петър Лигушев за Битолско, Гиче Ошавков за Дебърско, Евгени Попсимеонов за Кичевско, Михаил Ракиджиев за Леринско, Петър Шишков за Ресенско, Боян Биолчев и Михаил Джеров. По-късно Петър Лигушев и Черния Петър от Дебър обсебват комитета и започват да вършат своеволия. Петър Лигушев става приближен на Борис Сарафов, а вследствие на дейността му се изостря противоборството между различните битолски групи на ВМОРО. През 1906 година година американският журналист Алберт Сониксен се среща с Петър Лигушев и остава с лошо впечатление за него. Тома Николов пише за Лигушев:
| „ | Петър Лигушев, който по-преди беше прост работник и кмет на Ени махале, със своята смелост изпъкна като добър ръководител. Благодарение на неговата смелост и енергия той стана председател на окръжния комитет. Той беше изпратен в София с пълномощно до Борис Сарафов, че последният се упълномощава с правата на задграничен представител на Битолския револкщионен оръг. Борис Сарафов, какъвто си беше галантен, приел радушно Лигушева и го разходил из София, като го почерпил и нагостил. Поласкан от тоя прием, Петър Лигушев се върна в Битоля като отявлен сарафист. | “ |

На 23 март 1906 година четата на Георги Сугарев е открита и разбита от турски аскер, а архивът на четата е заловен. Четата е издадена от Петър Лигушев заради вражда с войводата Сугарев, а започналите разкрития на турските власти водят до началото на Лигушевата афера и срещу Лигушев е извършен неуспешен опит за убийство. Според Тома Николов Петър Лигушев е арестуван и, въпреки че свидетелства срещу редица дейци на ВМОРО от Битоля, е осъден на доживотен затвор. Но според Милан Матов след предателството се преселва в турската махала и получава заплата като таен агент на турската полиция. След Хуриета младотурците силно настояват ВМОРО да го опрости, но това не става и Лигушев живее в Цариград.